# Kirche zum Hl. Sava

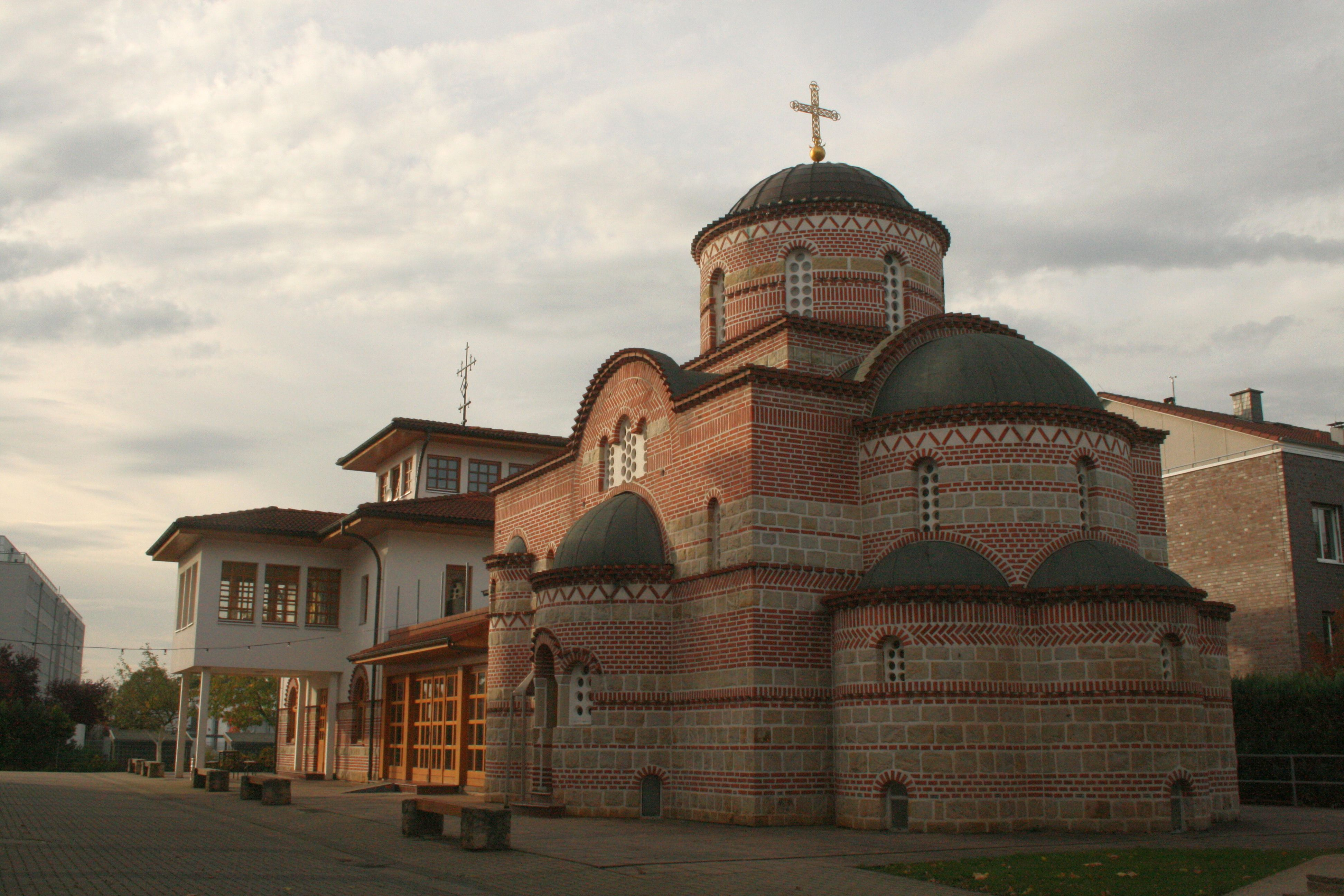
Kirche der Verbrennung der Reliquien des Hl. Sava in Hannover

Die Kirche zum Hl. Sava oder die Kirche der Verbrennung der Reliquien des Hl. Sava (serbisch: Црква спаљивања моштију светог Саве, Crkva spaljivanja moštiju svetog Save) ist eine serbisch-orthodoxe Kirche in der niedersächsischen Landeshauptstadt Hannover in Norddeutschland.
Sie wurde von 1993 bis 2000 erbaut. Das Kirchengebäude ist dem Ereignis geweiht, als die Osmanen im Jahre 1594 unter Sinan Pascha die Reliquien des serbischen Nationalheiligen, des ersten Erzbischofs und des Erleuchters des serbischen Volkes, Sava von Serbien auf dem Hügel Vračar in Belgrad demonstrativ verbrannten.
Sie ist die Pfarrkirche der Pfarreien Hannover I und II und der gleichnamigen Kirchengemeinde im Dekanat Nord- und Ostdeutschland, der Eparchie von Düsseldorf und ganz Deutschland der Serbisch-Orthodoxen Kirche.

## Lage

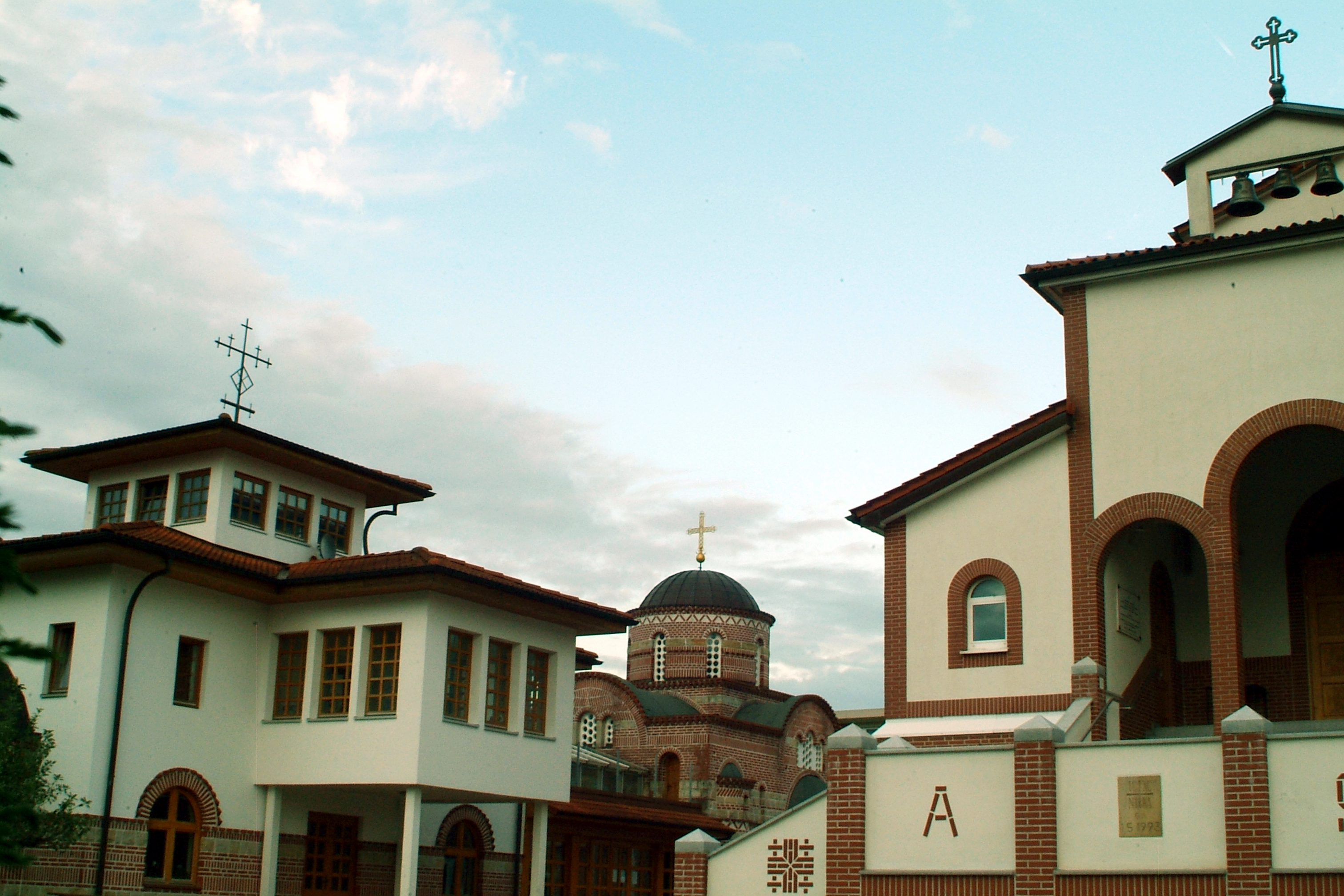
Im Vordergrund die griechische und im Hintergrund die Serbisch-orthodoxe Kirche

Die Kirche steht im Stadtteil List des 2. Stadtbezirks von Hannover Vahrenwald-List im nordöstlichen Stadtgebiet im Mengendamm 16c.
Neben der Kirche steht auch die Kirche Hl. drei Hierarchen der griechisch-orthodoxen Metropolie von Deutschland. Das Areal ist auch als Orthodoxes Zentrum in Hannover bekannt.

## Geschichte

### Geschichte der Kirchengemeinde
Die ersten Serben, die in Hannover lebten waren 1902 in der Zeit des deutschen Kaiserreiches in einer Volkszählung aufgelistet. Es handelte sich um die Familie des Kliment Kosarčev. Nach dem Ersten Weltkrieg lebte die serbische Familie Jovanović mit zwei Kindern ebenfalls in der Stadt.
Die Stadt Hannover gehört nach Osnabrück zu den ersten wichtigen Orten (Keimzellen) der serbisch-orthodoxen Kirche in Deutschland. Die serbisch-orthodoxe Kirche in Niedersachsen ist durch drei Gemeinden in Hannover, Osnabrück und Lingen repräsentiert.
Nach dem Ende des Zweiten Weltkriegs 1945 fanden sich viele Serben in Hannover und Niedersachsen wieder. Diese waren während des Krieges zum großen Teil als ehemalige Angehörige der Armee des Königreich Jugoslawien damals als Kriegsgefangene zur Zwangsarbeit in die Stadt verschleppt worden. Viele dieser Gefangenen waren größtenteils Offiziere, die im Kriegsgefangenenlager in Osnabrück interniert waren und nach dem Kriegsende nach Hannover kamen.
Unter ihnen war auch der Priestermönch Dositej (Obradović), der von 1945 bis 1958 der erste serbische Priester in Hannover war. Dositej war in deutsche Kriegsgefangenschaft gelangt und fand sich nach der Kapitulation in Hannover wieder. Später wanderte er nach Nordamerika aus.
Die erste Göttliche Liturgie dürfte somit gleich nach Kriegsende 1945 in einer der englischen Kasernen stattgefunden haben.
Auf Priestermönch Dositej folgte im Jahre 1958 bis 1974 Priester Toma Lilić. Unter sehr schwierigen Bedingungen begann er, den Gottesdienst und das kirchliche Leben zu organisieren. Da ein großer Teil der Serben bei militärischen Einheiten als zivile Hilfskräfte beschäftigt war, gelang es ihnen, in den ursprünglichen Militärkasernen und späteren Lagern für die Displaced Persons, erste Gottesdienste abzuhalten.
Neben den Serben lebten auch viele Russen, Polen, Rumänen und Ukrainer in diesen Anlagen. Priester Lilić war der zuständige Priester für alle orthodoxen Christen.
Anfang April 1958 machte Priester Lilić eine Liste der Mitglieder der Provisorischen Kommission. Diese Kommission wurde gegründet, um das kirchliche Leben besser zu organisieren. Ihre Priorität bestand darin, eine Kirchengemeinde zu gründen, einen dauerhaften Ort für die Gottesdienste zu finden, sich bei den deutschen Behörden zu registrieren und arbeitslosen Gemeindemitgliedern zu helfen. Nach der Bekanntmachung an die Gläubigen fand am 28. Juni 1959, dem Vidovdan, die erste Sitzung statt.
1958 wurden die serbische Schule und der Kirchenchor der Gemeinde gegründet. Erster Lehrer war Ljubinko Kovaćević.
Die Kirchengemeinde fand 1960 in der Kapelle St. Anna der ältesten Kirche Hannovers, der evangelisch-lutherischen Kreuzkirche einen dauerhaften Liturgieort, mit der Unterstützung des evangelischen Pfarrers Horst Alpeter. Die Kapelle wurde bald renoviert und für den orthodoxen Gottesdienst vorbereitet.
Die Ikonostase wurde von einem Mitglied der Kirchengemeinde, Janko Vuksanović erbaut und die Ikonen von Mladomir Todorović, Professor der serbisch-orthodoxen theologischen Fakultät in Prizren, gemalt. Zusätzlich zur Kapelle erhielt die Kirchengemeinde einen Versammlungssaal.
In den 1980er Jahren nahm der Zustrom von Jugoslawen in und um Hannover erheblich zu. Viele der neu zugezogenen engagierten sich in der Kirchgemeinde.
Die Hilfsorganisation Kreis der serbischen Schwestern wurde 1981 gegründet und die Folklore-Gruppe der Gemeinde ein Jahr später.

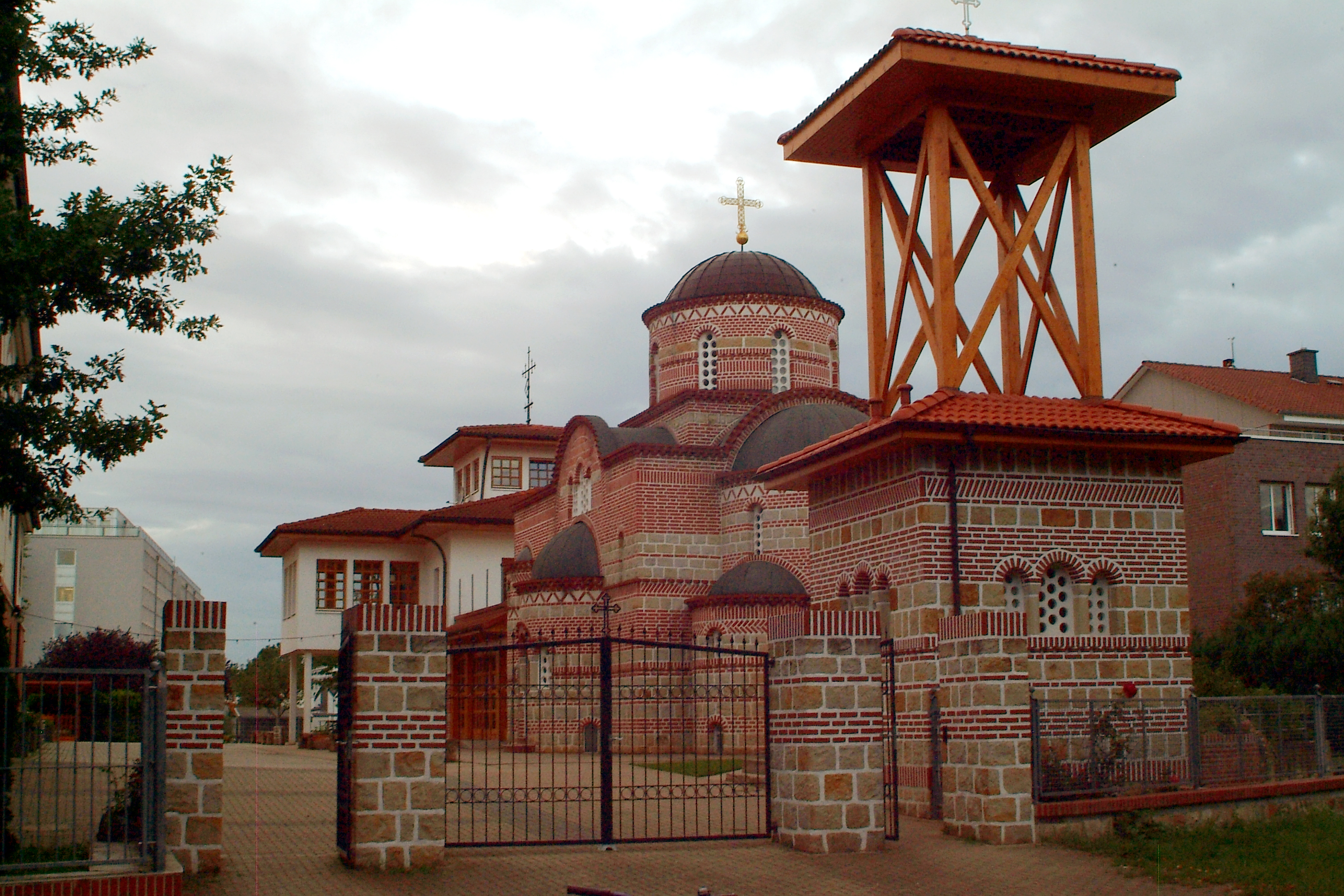
Das orthodoxe Zentrum in Hannover

Die Kapelle wurde bald zu klein für alle Gemeindemitglieder. Die Entscheidung, die Kirche zu bauen, wurde am 11. Dezember 1988 in einer Sitzung der Kirchengemeinde getroffen. Mit den Griechen, zusammen die damals auch eine eigene Kirche bauen wollten, gelang es, die zuständigen Stadtbehörden für einen gemeinsamen Standort zu gewinnen. Auf dem gekauften Grundstück wurden die zwei Kirchen nebeneinander errichtet.
Auf Priester Lilić folgte von 1974 bis 1976 der Priestermönch Metodije (Lazić), er wanderte später nach Schweden aus. Und von 1976 bis 2019 war der nun pensionierte Erzpriester Milan Pejić, Vorsteher der Kirche. Priester der ersten Pfarrei Hannover und jetziger Priester der Kirche ist seit März 2019 Aleksandar Perković und Pfarrpriester der Zweiten Pfarrei ist Erzpriester Branislav Čortanovački. Der Pfarreidiakon ist Slavko Bosančić.
Neben der kirchlichen Aktivität kommen zum Gemeindezentrum, die Pfarreimitglieder zum Religions-, Sprach- oder Tanzunterricht zusammen.

### Kirche der Verbrennung der Reliquien des Hl. Sava
1993 bekamen die Bauarbeiten an den beiden orthodoxen Kirchen den Segen des Patriarchen von Konstantinopel Bartholomäus I. (Archondonis). Am 4. Dezember 1993 wurden die Kirchenfundamente vom damaligen Bischof der Eparchie von Düsseldorf und ganz Deutschland (damals noch Eparchie Mitteleuropa genannt) Konstantin (Đokić) geweiht.
Die kleinen Kirchenweihe wurde 1995 mit dem Segen des serbischen Patriarchen Pavle (Stojčević) vom damaligen Bischof und jetzigen serbischen Patriarchen Irinej (Gavrilović), dem damaligen Bischof der Eparchie Konstantin und dem Vikarbischof des Metropoliten der Metropolie von Deutschland Chrysostomus durchgeführt. Ab dann wurden die ersten Gottesdienste in der Kirche zelebriert. Ebenfalls verließen die Serben nach 35-jähriger Nutzung 1995 die Kapelle St. Anna.
Nach der Fertigstellung wurde die Kirche am 1. Juni 2000 von Patriarch Pavle (Stojčević), gemeinsam mit dem Bischof der Eparchie Šabac-Valjevo Lavrentije (Trifunović) und Bischof Konstantin (Đokić) feierlich eingeweiht.

## Architektur
Die Kreuzkuppelkirche ist in der Form eines Trikonchos konzipiert und im traditionellen Serbisch-byzantinischen Baustil nach einem Entwurf des bekannten Belgrader Architekten Predrag Ristić erbaut worden.
Der Grundriss der Kirche ist ein Griechisches Kreuz, mit einer halbrunden Altar-Apsis im Osten und einer zentralen Rundkuppel, die sich über dem Tambour in der Mitte des Kirchenschiffs erhebt. An der Westseite befindet sich der Haupteingang der Kirche, er ist über ein Glasatrium mit dem Pfarrhaus verbunden. An der Südseite befindet sich ein weiterer Eingang in die Kirche. Im Pfarrhaus befindet sich eine Wohnung und das Büro für den Pfarrpriester sowie ein Gemeindesaal.
Das Kircheninnere wurde von den zwei akademischen Malern Danica Kokanović und Milosav Mladenović aus Belgrad mit byzantinischen Fresken nach alter serbischer Malkunst bemalt. Sie ist damit einzigartig in ganz Norddeutschland.
Die Ikonostase stammt aus der alten Kapelle und wurde für den neuen Raum adaptiert. Die Ikonen der Ikonostase sowie die Ikonen auf den zwei Throne der Kirche und die Marmorierung des Holzes der Ikonostase wurden von Gisela und Stanislaus Cimbauer gemalt bzw. hergestellt und der Kirche geschenkt. Die Türen der Ikonostase wurden auf dem Berg Athos geschnitzt und der Pfarrgemeinde vom griechischen Metropoliten von Ouranoupolis geschenkt. Die Ikone des Hl. Sava über dem Haupteingang wurde von der Ikonenmalerin Krstana Tasić hergestellt und gespendet.
Direkt unter dem Altarbereich der Kirche wurde eine Kapelle und ein Baptisterium erbaut. Die Kapelle ist dem Hl. Simeon Mirotočivi geweiht. Unweit der Kirche steht ein dem Hl. Vater Nikolaus geweihtes Gebäude zum Kerzen anzünden.